# کوین بری (ورزشکار)
کوین بری (انگلیسی: Kevin Barry؛ زادهٔ ۱۰ اکتبر ۱۹۵۹) بوکسور اهل نیوزیلند است. وی از سال ۱۹۹۲ میلادی تاکنون مشغول فعالیت بوده‌است.